# Iveta Bartošová

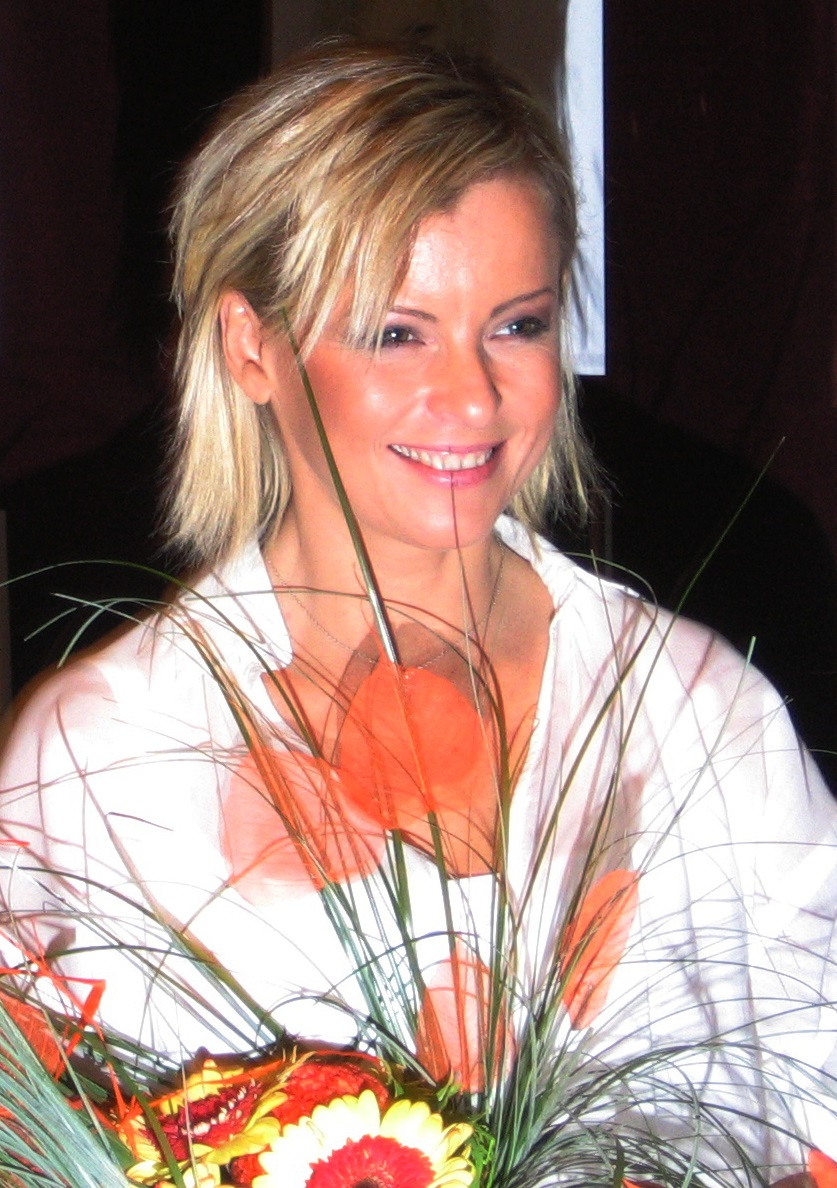
Iveta Bartošová

Iveta Bartošová (* 8. April 1966 in Čeladná; † 29. April 2014 in Prag) war eine tschechische Popmusik-Sängerin, die in den Jahren 1986, 1990 und 1991 mit dem Zlatý slavík ausgezeichnet wurde.
In den Jahren 1987 bis 1989 und 1999 bis 2000 belegte sie den zweiten Platz in der Kategorie als Pop-Sängerin. Sie gewann mehrfach die Fernsehumfrage TýTý. Die tschechische Akademie der Popmusik nominierte sie zweimal für den „Musikpreis des Jahres“.
Gelegentlich trat sie auch als Filmschauspielerin in Erscheinung, etwa in Svatba upírů (The Vampire Wedding, 1993) an der Seite von Rudolf Hrušínský dem jüngsten oder in Poslední výkřik (A Killer in Prague, 2012).
Ihre Schwester Ivana war ebenfalls Sängerin und unter dem Künstlernamen „Viana“ bekannt.
Iveta Bartošová beging am 29. April 2014 in Prag-Uhříněves Suizid.

## Diskografie
Erstes Album
- 1984: Knoflíky lásky (Die Knöpfe der Liebe) (mit Sänger Petr Sepéši)

Soloalben
- 1987: I. B.
- 1989: Blízko nás (In der Nähe von uns)
- 1991: Natur (Natur)
- 1992: Václavák
- 1993: Tobě (Für Dich)
- 1994: Malé bílé cosi (Kleines weißes etwas)
- 1996: Čekám svůj den (Warten auf meinen Tag)
- 1998: Ve jménu lásky (Im Namen der Liebe)
- 1999: Bílý kámen (Der weiße Stein)
- 2000: Jedna jediná (Eine einzige)
- 2003: Dráhy hvězd - All Stars Disco (Die Bahn der Sterne - All Stars Disco)
- 2008: 22
- 2021: Knoflíky Lásky - Největší Hity 1984-2012